# Adenothamnus
Adenothamnus é um género botânico pertencente à família Asteraceae. Apenas tem uma espécie: Adenothamnus validus. É originária de México.
Seis glicosídeos flavonoides e doze flavonóides agliconas foram encontrados em Adenothamnus validus
Trata-se de um género reconhecido pelo sistema de classificação filogenética Angiosperm Phylogeny Website.

## Taxonomia
Adenothamnus validus foi descrita por (Brandegee) D.D.Keck e publicada em Madroño 3(1): 6. 1935.

## Sinonímia
- Madia valida Brandegee	[5]